# Gynacantha interioris
Gynacantha interioris – gatunek ważki z rodziny żagnicowatych (Aeshnidae). Występuje na terenie Ameryki Południowej.